# JCOM ケーブルTV事業部門
JCOM株式会社 ケーブルTV事業部門（ジェイコム ケーブルテレビじぎょうぶもん）は、JCOM株式会社（J:COM）のケーブルテレビ事業（ケーブルテレビ局を通じた有線テレビジョン放送事業及び電気通信事業など）を統括する部門。ブランド名は「J:COM」。

## 概要
JCOM（旧：ジュピターテレコム）は2025年1月（令和7年）現在、北海道（主に札幌市）、東北（主に仙台市）、関東（栃木県除く）・近畿（滋賀県・奈良県除く）、中国（下関市のみ）、九州（福岡県・熊本県・大分県）を中心とした合計12社66局（#出資・運営社局）に出資、そのうち2社2局を除いて「J:COM」ブランドでサービス展開している。
2007年（平成19年）9月に株式会社ジュピターTVを吸収合併した際、社内カンパニー制を導入し、2009年（平成21年）3月まで組織名を「J:COMカンパニー」としていた。
合併以前までにジュピターTVと直接の資本関係はなかったが、設立時期がほぼ同時期であり、同じ住商・リバティ系としてMSO（ケーブルテレビ事業統括）とMCO（番組供給事業統括）で事業分担され、事実上の兄弟関係にあたり、ジュピターTVが運営するHDTVチャンネルをいち早く導入したり、ビデオ・オン・デマンド向けコンテンツ供給会社「ジュピターVOD」（2007年11月、ジュピターエンタテインメントに合併）を共同で立ち上げるなど緊密な関係であった。

## 沿革
- 1995年（平成7年）
  - 1月18日 - 株式会社ジュピターテレコムとして設立。
  - 3月 - 株式会社シティケーブルビジョン府中、株式会社小金井市民テレビ、株式会社ケーブルテレビネリマ、および杉並ケーブルテレビ株式会社を取得（各、現・ジェイコム東京）。
  - 8月29日 - 株式会社ジュピター群馬（現・ジェイコムイースト）を設立。
  - 11月 - 福岡ケーブルネットワーク株式会社（現・ジェイコム九州）を設立。
- 1996年（平成8年）
  - 1月 - 株式会社木更津ケーブルテレビ（現・ジェイコム千葉）を取得。
  - 1月25日 - 株式会社ジュピター宝塚川西（現・ジェイコムウエスト）を設立。
  - 4月 -
    - 北摂ケーブルネット株式会社（現・ジェイコムウエスト）を設立。
    - 株式会社ケーブルビジョン21、および株式会社ケーブルステーション北九州（各、現・ジェイコム九州）を取得。

  - 6月19日 - 株式会社ジュピターりんくう（現・ジェイコムウエスト）を設立。
  - 7月1日 - 株式会社ジュピターかわち（現・ジェイコムウエスト）を設立。
  - 9月2日 - 株式会社ジュピター和歌山（現・ジェイコムウエスト）を設立。
  - 9月5日 - 株式会社ケーブルネット下関を設立。
  - 10月 - 土浦ケーブルテレビ株式会社の株式を取得。
  - 12月 - 浦和ケーブル・テレビ・ネットワーク株式会社（現・ジェイコム埼玉・東日本）を取得。
- 1997年（平成9年）
  - 2月3日 - 株式会社ジュピター関西（現・ジェイコムウエスト）を設立。
  - 6月 -
    - 寒川ケーブルテレビ株式会社（現・ジェイコム湘南・神奈川）を取得。
    - 株式会社テレビちがさき（現・ジェイコム湘南・神奈川）を取得。

  - 7月 - 連結子会社の杉並ケーブルテレビ株式会社が、日本のCATV界初の固定電話（ケーブルテレビ電話）サービスを営業開始[1]。
  - 詳細月日不明 - 連結子会社の小金井市民テレビが、商号を「株式会社ケーブルコミュニケーション小金井・国分寺（現・ジェイコム東京）」に変更。
- 1998年（平成10年）
  - 3月 - 大阪ケーブルテレビ株式会社（現・ジェイコムウエスト）の株式を取得。
  - 4月 - 関西マルチメディアサービス株式会社（現・ジュピターテレコム）に出資。
  - 8月 -
    - 株式会社シーエーティーヴィ横須賀（現・ジェイコム湘南・神奈川）を買取。
    - 堺ケーブルテレビ株式会社（現・ジェイコムウエスト）を取得。

  - 9月 - こうべケーブルテレビ株式会社（現・ジェイコムウエスト）を取得。
  - 9月18日 - 有限会社ジェイコムインターネット（現・ジェイコム東京）を設立。
  - 11月 - 北九州ケーブルテレビ株式会社（現・ジェイコム九州）を取得。
  - 12月 - 吹田ケーブルテレビジョン株式会社（現・ジェイコムウエスト）の株式を取得。
- 1999年（平成11年）
  - 1月1日 -
    - 連結子会社の杉並ケーブルテレビ株式会社が、株式会社ケーブルテレビネリマを吸収合併。
    - 株式会社テレビちがさきが、連結子会社の寒川ケーブルテレビ株式会社を吸収合併。
    - 連結子会社の株式会社ジュピター関西が、株式会社ジュピター宝塚川西、株式会社ジュピターかわち、および株式会社ジュピター和歌山を吸収合併。
    - 連結子会社の杉並ケーブルテレビ株式会社が、商号を「株式会社ジェイコム東京」に変更。
    - 株式会社テレビちがさきが、商号を「株式会社ジェイコム湘南（旧）」に変更。
    - 連結子会社の株式会社ジュピター関西が、商号を「株式会社ジェイコム関西（現・ジェイコムウエスト）」に変更。

  - 1月 -
    - 高速インターネット接続サービスを提供開始。
    - 藤沢ケーブルテレビ株式会社（現・ジェイコム湘南・神奈川）を取得。

  - 3月 - 株式会社ユーアイネット埼玉（現・ジェイコム埼玉・東日本）、株式会社ケーブルテレビ神戸（現・ジェイコムウエスト）、および株式会社チャンネルウェーブあまがさき（現・ベイ・コミュニケーションズ）の株式を取得。
  - 8月1日 -
    - 連結子会社の株式会社ケーブルステーション北九州が、北九州ケーブルテレビ株式会社を吸収合併。
    - 連結子会社の株式会社ケーブルステーション北九州が、商号を「株式会社ジェイコム北九州（現・ジェイコム九州）」に変更。

  - 9月1日 - 連結子会社の株式会社ジェイコム関西（現・ジェイコムウエスト）が、株式会社ジュピターりんくうを吸収合併。
  - 9月 - アットホームジャパン株式会社（現・ジュピターテレコム）に出資。
  - 10月1日 - 連結子会社のジェイコム東京が、株式会社シティケーブルビジョン府中、および株式会社ケーブルコミュニケーション小金井・国分寺を吸収合併。
- 2000年（平成12年）
  - 1月1日 -
    - こうべケーブルテレビが、株式会社ケーブルコミュニケーション芦屋を吸収合併。こうべケーブルテレビは、株式会社ケーブルネット神戸芦屋（現・ジェイコムウエスト）に商号変更。

  - 4月 -
    - チャンネルウェーブあまがさきが、株式会社ケーブルビジョンアイ、および株式会社ケーブルビジョン西宮を吸収合併。チャンネルウェーブあまがさきは、阪神シティケーブル株式会社（現・ベイ・コミュニケーションズ）に商号変更。
    - 株式会社ジェイコム東京が、有限会社ジェイコムインターネットを吸収合併。

  - 7月10日 - ユーアイネット埼玉が、株式会社メディアさいたま（現・ジェイコム埼玉・東日本）に商号変更。
  - 9月1日 -
    - 株式会社タイタス・コミュニケーションズ（現・ジェイコムイースト）を完全子会社化。
    - 株式会社タイタス・スキャット、および株式会社タイタス相鉄（現・ジェイコムイースト）を連結子会社化。タイタス・スキャットは、株式会社ジェイコム札幌に商号変更。

  - 10月 - 吹田ケーブルテレビジョン株式会社（現・ジェイコムウエスト）の株式移転により、関西ケーブルネット株式会社（現・ジェイコムウエスト）の株式を取得。
- 2001年（平成13年）
  - 1月1日 - 連結子会社の株式会社ジェイコム関西（現・ジェイコムウエスト）が、堺ケーブルテレビ株式会社を吸収合併。
  - 3月 - 株式会社ケーブルネットワークやちよ（現・ジェイコム千葉）を取得。
  - 4月1日 - 藤沢ケーブルテレビ株式会社が、株式会社ジェイコム湘南、および株式会社シーエーティーヴィ横須賀を吸収合併。藤沢ケーブルテレビは、株式会社ジェイコム湘南（現・ジェイコム湘南・神奈川）に商号変更。
  - 7月 - 和泉シーエーティヴィ株式会社（現・ジェイコムウエスト）を取得。
  - 8月 - 株式会社スーパーネットワークユー（現・ジェイコム千葉）を取得。
  - 9月1日
    - ブランドを「J-COM」から「J-COM Broadband」に変更。
    - 連結子会社の株式会社タイタス・コミュニケーションズが、株式会社ジェイコム関東に商号変更。
    - 連結子会社の株式会社タイタス相鉄が、株式会社ジェイコム大和（現・ジェイコムイースト）に商号変更。
    - 連結子会社の株式会社ジュピター群馬が、株式会社ジェイコム群馬（現・ジェイコムイースト）に商号変更。
- 2002年（平成14年）
  - 1月1日 - 連結子会社の株式会社ジェイコム関西（現・ジェイコムウエスト）が、大阪ケーブルテレビ株式会社を吸収合併。
  - 2月1日 - 連結子会社の株式会社ジェイコム関東（現・ジェイコムイースト）が、株式会社ジェイコム大和を吸収合併。
  - 4月 - グリーンシティケーブルテレビ株式会社の株式を取得。アットホームジャパン株式会社（現・ジュピターテレコム）を子会社化。
  - 6月 - アットホームジャパンが、アットネットホーム株式会社（現・ジュピターテレコム）に商号変更。
  - 8月 - 株式会社ジェイコム関東（現・ジェイコムイースト）が前橋局の営業権を株式会社ジェイコム群馬（現・ジェイコムイースト）に譲渡。
  - 11月1日 - 連結子会社の株式会社ジェイコム関西（現・ジェイコムウエスト）が、和泉シーエーティヴィ株式会社を吸収合併。
- 2004年（平成16年）
  - 8月1日
    - 連結子会社の株式会社ジェイコム関西（現・ジェイコムウエスト）が、泉大津ケーブルテレビ株式会社を吸収合併。
- 2005年（平成17年）
  - 2月 - 株式会社調布ケーブルテレビジョン（現・ジェイコムイースト）を連結子会社化。
  - 3月23日 - ブランドを「J-COM Broadband」から「J:COM」に変更。
  - 4月1日 - 連結子会社の株式会社スーパーネットワークユーが、株式会社ケーブルネットワークやちよ、および株式会社木更津ケーブルテレビを吸収合併。スーパーネットワークユーは株式会社ジェイコム千葉に商号変更。
  - 9月30日 - 株式会社小田急情報サービス（現・ジェイコムイースト）を完全子会社化。
  - 11月7日 - 株式会社ケーブルテレビ神戸（現・ジェイコムウエスト）を連結子会社化。
- 2006年（平成18年）
  - 1月1日 - 連結子会社の株式会社小田急情報サービスが、商号を「株式会社ジェイコムせたまち（現・ジェイコムイースト）」に変更。
  - 1月6日 - 関西マルチメディアサービス株式会社（現・ジュピターテレコム）を連結子会社化。
  - 1月10日 - 六甲アイランドケーブルビジョン株式会社（現・ジェイコムウエスト）を連結子会社化。
  - 4月6日 - さくらケーブルテレビ株式会社（現・ジェイコム東京）を連結子会社化。
  - 6月1日 - 連結子会社の浦和ケーブル・テレビ・ネットワーク株式会社が、株式会社メディアさいたまを吸収合併。浦和ケーブル・テレビ・ネットワークは株式会社ジェイコムさいたま（現・ジェイコム埼玉・東日本）に商号変更。
  - 9月28日 - ケーブルウエスト株式会社を連結子会社化、吹田ケーブルテレビジョン株式会社、豊中・池田ケーブルネット株式会社、高槻ケーブルネットワーク株式会社、および東大阪ケーブルテレビ株式会社を連結子会社化（各、現・ジェイコムウエスト）。
- 2007年（平成19年）
  - 8月1日 - 連結子会社の株式会社ジェイコム関東（現・ジェイコムイースト）が、株式会社ジェイコムせたまち、および調布ケーブルテレビジョン株式会社を吸収合併。
  - 9月1日 - 社内カンパニー制を導入。ケーブルテレビ統括事業を統括する「J:COMカンパニー」を新設。
- 2008年（平成20年）
  - 1月1日 - 連結子会社の株式会社ジェイコム関西が、ケーブルウエスト株式会社、および北摂ケーブルネット株式会社を吸収合併。ジェイコム関西は、株式会社ジェイコムウエストに商号変更。
  - 1月31日 - 株式会社京都ケーブルコミュニケーションズ（現・ジェイコムウエスト）を連結子会社化。
  - 7月1日 - 連結子会社のジェイコム東京が、さくらケーブルテレビ株式会社を吸収合併。
  - 8月25日 - 福岡ケーブルネットワーク株式会社（現・ジェイコム九州）を連結子会社化。
  - 9月1日 - 連結子会社の福岡ケーブルネットワーク株式会社が、株式会社ケーブルビジョン21を吸収合併。福岡ケーブルネットワークは、株式会社ジェイコム福岡（現・ジェイコム九州）に商号変更。
  - 12月1日 -
    - 連結子会社の株式会社ジェイコムウエストが、株式会社京都ケーブルコミュニケーションズを吸収合併。
    - 株式会社城北ニューメディア（現・ジェイコム東京）を連結子会社化。

  - 12月25日 - 株式会社メディアッティ・コミュニケーションズ（現・ジュピターテレコム）を連結子会社化。
- 2009年（平成21年）
  - 1月1日 - 連結子会社の株式会社ジェイコムテクノロジーが、アットネットホーム株式会社を吸収合併。ジェイコムテクノロジーは、株式会社テクノロジーネットワークス（現・ジュピターテレコム）に商号変更。
  - 4月1日 -
    - 連結子会社の株式会社メディアッティ・コミュニケーションズを吸収合併。
    - 株式会社シティケーブルネット（現・ジェイコム埼玉・東日本）を、株式会社シティテレコムかながわ（現・ジェイコムイースト）、江戸川ケーブルテレビ株式会社（現・ジェイコムイースト）、株式会社メディアッティ東上（現・ジェイコム埼玉・東日本）、宮城ネットワーク株式会社（現・ジェイコムイースト）、および株式会社横浜テレビ局（現・ジェイコムイースト）を連結子会社化。
    - 連結子会社の株式会社メディアッティ東上が、商号を「株式会社ジェイコム東上（現・ジェイコム埼玉・東日本）」に変更。
    - 連結子会社の株式会社シティケーブルネットが、局ブランド名を「J:COM 所沢」に変更。
    - 連結子会社の株式会社シティテレコムかながわが、局ブランド名を「J:COM かながわセントラル」に変更。
    - 連結子会社の江戸川ケーブルテレビ株式会社が、局ブランド名を「J:COM 江戸川」に変更。
    - 連結子会社の株式会社ジェイコム東上が、局ブランド名を「J:COM 東上」に変更。
    - 連結子会社の宮城ネットワーク株式会社が、局ブランド名を「J:COM 仙台キャベツ」に変更。
    - 連結子会社の株式会社横浜テレビ局が、局ブランド名を「J:COM 横浜」に変更。

  - 5月1日 - 連結子会社の株式会社ジェイコムウエストが、北河内ケーブルネット株式会社を吸収合併。
  - 11月24日 - 本社機能を東京都港区芝大門の芝NBFタワーから、千代田区丸の内1丁目の丸の内トラストタワーN館に移転。
- 2010年（平成22年）
  - 2月1日 - 連結子会社の株式会社ケーブルネット神戸芦屋（現・ジェイコムウエスト）が、財団法人京阪神ケーブルビジョンから「すずらんケーブル」の事業を譲受[2]。
  - 4月1日 - 連結子会社の株式会社ケーブルネット神戸芦屋（現・ジェイコムウエスト）が、財団法人神戸市開発管理事業団から「こうべケーブルビジョン」の事業を譲受[3]。
  - 6月1日 - 連結子会社の江戸川ケーブルテレビ株式会社（現・ジェイコムイースト）が、財団法人東京ケーブルビジョンから「ケーブルビジョン葛西」の事業を譲受[4]。
  - 7月 -「J:COM TV My style」を提供開始。
  - 8月1日 - 連結子会社の株式会社ジェイコム関東（現・ジェイコムイースト）が、「秦野・伊勢原局（局ブランド名：J:COM 秦野・伊勢原）」を開局[5][6]。
  - 11月1日 - 連結子会社の株式会社ジェイコム東京が、株式会社城北ニューメディアを吸収合併[7]。
  - 12月15日 - J:COM NETオプションサービスとして「J:COM WiMAX」を提供開始。
- 2011年（平成23年）
  - 1月1日 - 連結子会社の株式会社ジェイコム北九州が、株式会社ジェイコム福岡を吸収合併。ジェイコム北九州は、株式会社ジェイコム九州に商号変更[8]。
  - 3月1日 - 連結子会社の株式会社ジェイコムさいたま（現・ジェイコム埼玉・東日本）が、株式会社シティケーブルネット、および株式会社ジェイコム東上を吸収合併[9]。
  - 4月1日 - 連結子会社の株式会社テクノロジーネットワークス（現・ジュピターテレコム）が、関西マルチメディアサービス株式会社を吸収合併[10]。
  - 7月1日 - 連結子会社の株式会社ジェイコム関東（現・ジェイコムイースト）が、江戸川ケーブルテレビ株式会社、株式会社シティテレコムかながわ、および株式会社横浜テレビ局を吸収合併[11]。
  - 10月1日 - 連結子会社の株式会社ジェイコム関東が、宮城ネットワーク株式会社を吸収合併。ジェイコム関東は、株式会社ジェイコムイーストに商号変更[12]。
- 2013年（平成25年）
  - 1月1日 - 連結子会社の株式会社ジェイコムウエストが、株式会社ケーブルネット神戸芦屋、吹田ケーブルテレビジョン株式会社、豊中・池田ケーブルネット株式会社、高槻ケーブルネットワーク株式会社、および東大阪ケーブルテレビ株式会社を吸収合併[13]。
  - 3月31日 - J:COM MOBILEサービス終了。
  - 4月18日 - サミットエナジー株式会社と連携し、マンション向けの電力一括受電サービス「J:COM電力」の提供を関東1都5県で開始[14]。
  - 7月1日 - コミュニティチャンネルをリニューアル。「J:COMチャンネル（地域名）」および「J:COMテレビ」を開始[15]。
  - 10月1日 - 「J:COM電力」のサービスを関西2府2県でも提供開始[16]。
  - 12月2日 -
    - ジャパンケーブルネット株式会社（現・ジュピターテレコム）を連結子会社化[17][18]。
    - ジャパンケーブルネットの子会社である株式会社JCN足立（現・ジェイコム東京）、株式会社JCN市川（現・ジェイコム千葉）、株式会社JCN大田ケーブルネットワーク（現・ジェイコム東京）、株式会社JCN小田原（現・ジェイコムイースト）、株式会社JCN鎌倉（現・ジェイコム湘南・神奈川）、株式会社JCN関東（現・ジェイコム埼玉・東日本）、株式会社JCN北ケーブル（現・ジェイコム東京）、株式会社JCN熊谷（現・ジェイコム埼玉・東日本）、株式会社JCNくまもと（現・ジェイコム九州）、株式会社JCNコアラ葛飾（現・ジェイコム千葉）、株式会社JCN埼玉（現・ジェイコム埼玉・東日本）、株式会社JCN千葉（現・ジェイコム千葉）、株式会社JCNテレメディア八王子（現・ジェイコム東京）、株式会社JCNシティテレビ中野（現・ジェイコム東京）、JCN日野ケーブルテレビ株式会社（現・ジェイコム東京）、株式会社JCN船橋習志野（現・ジェイコム千葉）、株式会社JCNマイテレビ（現・ジェイコム東京）、株式会社JCNみなと新宿（現・ジェイコム東京）、株式会社JCN武蔵野三鷹（現・ジェイコム東京）、株式会社JCN横浜（現・ジェイコム湘南・神奈川）を連結子会社化[17]。
- 2014年（平成26年）
  - 4月1日 - 連結子会社のジャパンケーブルネット株式会社を吸収合併[19][20][21]。
  - 5月30日 - JCN北、JCNくまもと、およびJCNみなと新宿（旧・TCVエリア）を除くJCNグループ局のケーブルテレビ（CS放送）チャンネルの番号を、J:COMグループ共通チャンネル番号に変更。
  - 6月1日 -「JCN」ブランドを廃止。旧JCNグループ局で、J:COM統一サービス名称として『J:COM TV』、『J:COM NET』、および『J:COM PHONE』を制定し、展開。
    - 旧JCNグループ局で、J:COMサービスラインナップ導入。
    - 「にっぽんケーブルチャンネル」（JCN）を「J:COMテレビ」（J:COM）に統合[22]。
    - 連結子会社の株式会社JCN足立（現・ジェイコム東京）が、局ブランド名を「J:COM 足立」に変更[23]。
    - 連結子会社の株式会社JCN市川（現・ジェイコム千葉）が、局ブランド名を「J:COM 市川」に変更[23]。
    - 連結子会社の株式会社JCN大田ケーブルネットワーク（現・ジェイコム東京）が、局ブランド名を「J:COM 大田」に変更[23]。
    - 連結子会社の株式会社JCN小田原（現・ジェイコムイースト）が、局ブランド名を「J:COM 小田原」に変更[23]。
    - 連結子会社の株式会社JCN鎌倉（現・ジェイコム湘南・神奈川）が、局ブランド名を「J:COM 鎌倉」に変更[23]。
    - 連結子会社の株式会社JCN関東（現・ジェイコム埼玉・東日本）が、「春日部局（局ブランド名：J:COM 春日部）」、「川越局（局ブランド名：J:COM 川越）」、「埼玉県央局（局ブランド名：J:COM 埼玉県央）」、「越谷局（局ブランド名：J:COM 越谷）」、「草加局（局ブランド名：J:COM 草加）」に変更[23]。
    - 連結子会社の株式会社JCN北ケーブル（現・ジェイコム東京）が、局ブランド名を「J:COM 東京北」に変更[23]。
    - 連結子会社の株式会社JCN熊谷（現・ジェイコム埼玉・東日本）が、局ブランド名を「J:COM 熊谷」に変更[23]。
    - 連結子会社の株式会社JCNくまもと（現・ジェイコム九州）が、局ブランド名を「J:COM 熊本」に変更[23]。
    - 連結子会社の株式会社JCNコアラ葛飾（現・ジェイコム千葉）が、局ブランド名を「J:COM 東葛・葛飾」に変更[23]。
    - 連結子会社の株式会社JCN埼玉（現・ジェイコム埼玉・東日本）が、局ブランド名を「J:COM 川口・戸田」に変更[23]。
    - 連結子会社の株式会社JCN千葉（現・ジェイコム千葉）が、局ブランド名を「J:COM 千葉セントラル」に変更[23]。
    - 連結子会社の株式会社JCNテレメディア八王子（現・ジェイコム東京）が、局ブランド名を「J:COM 八王子」に変更[23]。
    - 連結子会社の株式会社JCNシティテレビ中野（現・ジェイコム東京）が、局ブランド名を「J:COM 中野」に変更[23]。
    - 連結子会社のJCN日野ケーブルテレビ株式会社（現・ジェイコム東京）が、局ブランド名を「J:COM 日野」に変更[23]。
    - 連結子会社の株式会社JCN船橋習志野（現・ジェイコム千葉）が、局ブランド名を「J:COM 船橋・習志野」に変更[23]。
    - 連結子会社の株式会社JCNマイテレビ（現・ジェイコム東京）が、局ブランド名を「J:COM 多摩」に変更[23]。
    - 連結子会社の株式会社JCNみなと新宿（現・ジェイコム東京）が、局ブランド名を「J:COM 港・新宿」に変更[23]。
    - 連結子会社の株式会社JCN武蔵野三鷹（現・ジェイコム東京）が、局ブランド名を「J:COM 武蔵野・三鷹」に変更[23]。
    - 連結子会社の株式会社JCN横浜（現・ジェイコム湘南・神奈川）が、局ブランド名を「J:COM 南横浜」に変更[23]。

  - 7月1日 -
    - 連結子会社の株式会社テクノロジーネットワークスを吸収合併[24]。
    - 連結子会社の株式会社JCN足立が、商号を「株式会社ジェイコム足立（現・ジェイコム東京）」に変更[23]。
    - 連結子会社の株式会社JCN市川が、商号を「株式会社ジェイコム市川（現・ジェイコム千葉）」に変更[23]。
    - 連結子会社の株式会社JCN大田ケーブルネットワークが、商号を「株式会社ジェイコム大田（現・ジェイコム東京）」に変更[23]。
    - 連結子会社の株式会社JCN小田原が、商号を「株式会社ジェイコム小田原（現・ジェイコムイースト）」に変更[23]。
    - 連結子会社の株式会社JCN鎌倉が、商号を「株式会社ジェイコム鎌倉（現・ジェイコム湘南・神奈川）」に変更[23]。
    - 連結子会社の株式会社JCN関東が、商号を「株式会社ジェイコム北関東（現・ジェイコム埼玉・東日本）」に変更[23]。
    - 連結子会社の株式会社JCN北ケーブルが、商号を「株式会社ジェイコム東京北（現・ジェイコム東京）」に変更[23]。
    - 連結子会社の株式会社JCN熊谷が、商号を「株式会社ジェイコム熊谷（現・ジェイコム埼玉・東日本）」に変更[23]。
    - 連結子会社の株式会社JCNくまもとが、商号を「株式会社ジェイコム熊本（現・ジェイコム九州）」に変更[23]。
    - 連結子会社の株式会社JCNコアラ葛飾が、商号を「株式会社ジェイコム東葛葛飾（現・ジェイコム千葉）」に変更[23]。
    - 連結子会社の株式会社JCN埼玉が、商号を「株式会社ジェイコム川口戸田（現・ジェイコム埼玉・東日本）」に変更[23]。
    - 連結子会社の株式会社JCN千葉が、商号を「株式会社ジェイコム千葉セントラル（現・ジェイコム千葉）」に変更[23]。
    - 連結子会社の株式会社JCNテレメディア八王子が、商号を「株式会社ジェイコム八王子（現・ジェイコム東京）」に変更[23]。
    - 連結子会社の株式会社JCNシティテレビ中野が、商号を「株式会社ジェイコム中野（現・ジェイコム東京）」に変更[23]。
    - 連結子会社のJCN日野ケーブルテレビ株式会社が、商号を「株式会社ジェイコム日野（現・ジェイコム東京）」に変更[23]。
    - 連結子会社の株式会社JCN船橋習志野が、商号を「株式会社ジェイコム船橋習志野（現・ジェイコム千葉）」に変更[23]。
    - 連結子会社の株式会社JCNマイテレビが、商号を「株式会社ジェイコム多摩（現・ジェイコム東京）」に変更[23]。
    - 連結子会社の株式会社JCNみなと新宿が、商号を「株式会社ジェイコム港新宿（現・ジェイコム東京）」に変更[23]。
    - 連結子会社の株式会社JCN武蔵野三鷹が、商号を「株式会社ジェイコム武蔵野三鷹（現・ジェイコム東京）」に変更[23]。
    - 連結子会社の株式会社JCN横浜が、商号を「株式会社ジェイコム南横浜（現・ジェイコム湘南・神奈川）」に変更[23]。
- 2015年（平成27年）
  - 1月1日 - 連結子会社の株式会社ジェイコム北関東（現・ジェイコム埼玉・東日本）が、株式会社ジェイコム熊谷を吸収合併[25]。
  - 4月1日 - 連結子会社の株式会社ジェイコム湘南（現・ジェイコム湘南・神奈川）が、株式会社ジェイコム鎌倉を吸収合併[26]。
  - 4月27日 - J:COM 湘南（湘南局）およびJ:COM 秦野・伊勢原をもって、全グループ局での地上放送の暫定的「デジアナ変換」を終了。
- 2016年（平成28年）
  - 4月1日 -
    - 連結子会社の株式会社ジェイコム九州が、株式会社ジェイコム熊本を吸収合併[27]。
    - 連結子会社の株式会社ジェイコムイーストが、株式会社ジェイコム小田原を吸収合併[28]。
    - 「J:COM電力」を一戸建て等に提供開始[29]

  - 6月28日 - 大分ケーブルテレコム株式会社を連結子会社化[30]。大分ケーブルテレコムの子会社であるOCTテクノロジー株式会社、OCTクリエイト株式会社、株式会社ビクトリア通信および臼杵ケーブルネット株式会社を連結子会社化[30]。
- 2017年（平成29年）
  - 3月1日 - 連結子会社の大分ケーブルテレコム株式会社が、「OCT」ブランドを廃止し、J:COMサービスラインナップを導入。
    - 局ブランド名を「J:COM 大分」に変更[31]。
    - 大分ケーブルテレコムで、J:COM統一サービス名称として『J:COM TV』、『J:COM NET』、および『J:COM PHONE』を制定し展開。

  - 4月1日 -
    - 連結子会社の株式会社ジェイコム北関東（現・ジェイコム埼玉・東日本）が、熊谷局（J:COM 熊谷）の局名およびブランド名を「熊谷・深谷局（局ブランド名：J:COM 熊谷・深谷）」に変更[32]。
    - 連結子会社である大分ケーブルテレコムの完全子会社のOCTテクノロジーが、OCTクリエイトを吸収合併[33]。OCTテクノロジーは、ジェイコム大分エンジニアリング株式会社に商号変更[33]。

  - 10月5日 - J:COM 熊谷・深谷で「J:COM NET 1Gコース」の提供開始[34]。
  - 11月9日 - J:COM 湘南（鎌倉局）およびJ:COM 中野で「J:COM NET 1Gコース」の提供開始[35][36]。
  - 12月7日 - J:COM 小田原で「J:COM NET 1Gコース」の提供開始[37]。
- 2018年（平成30年）
  - 1月1日 - 連結子会社の株式会社ジェイコム千葉が、株式会社ジェイコム船橋習志野を吸収合併[38]。
    - ジェイコム千葉は、八千代局（J:COM YY八千代）と船橋・習志野局（J:COM 船橋・習志野）を統合し、局名およびブランド名を「YY船橋習志野局（局ブランド名：J:COM YY船橋習志野）」に変更[38]。

  - 1月25日 - J:COM 市川、J:COM 大田およびJ:COM 武蔵野・三鷹で「J:COM NET 1Gコース」の提供開始[39][40][41]。
  - 2月1日 - J:COM 札幌（一部エリア）で「J:COM NET 1Gコース」の提供開始[42]。
  - 2月8日 - J:COM YY船橋習志野（船橋・習志野エリア）で「J:COM NET 1Gコース」の提供開始[43]。
  - 6月1日 -
    - 連結子会社の株式会社ジェイコム北関東（現・ジェイコム埼玉・東日本）が、越谷局（J:COM 越谷）と春日部局（J:COM 春日部）を統合し、局名およびブランド名を「越谷・春日部局（局ブランド名：J:COM 越谷・春日部）」に変更[44]。
    - 横浜ケーブルビジョンが、「ケーブルプラス電話」を終了し『J:COM PHONE プラス』を提供開始。

  - 6月15日 - 横浜ケーブルビジョンが、ケーブルテレビ（CS放送）チャンネルの番号をJ:COMグループ共通チャンネル番号に変更。『iTSCOMオンデマンド』を終了し『J:COMオンデマンド』を提供開始。
  - 7月1日 - 連結子会社の株式会社ジェイコム東京が、株式会社ジェイコム東京北を吸収合併[45]。
  - 7月25日 - J:COM 千葉セントラルで「J:COM NET 1Gコース」の提供開始[46]。
  - 8月1日 - J:COM 東葛・葛飾で「J:COM NET 1Gコース」の提供開始[47]。
  - 9月27日 - J:COM 八王子およびJ:COM 熊本で「J:COM NET 1Gコース」の提供開始[48][49]。
  - 11月13日 - 大分ケーブルテレコム（J:COM 大分）が、ケーブルテレビ（CS放送）チャンネルの番号をJ:COMグループ共通チャンネル番号に変更。
- 2019年（平成31年/令和元年）
  - 1月1日 - 連結子会社の株式会社ジェイコム東京が、株式会社ジェイコム港新宿を吸収合併[50]。
  - 2月1日 - J:COM 南大阪およびJ:COM 福岡で「J:COM NET 1Gコース」の提供開始[51][52]。
  - 2月25日 - J:COM 堺で「J:COM NET 1Gコース」の提供開始[53]。
  - 4月1日 -
    - 連結子会社の株式会社ジェイコム東京が、株式会社ジェイコム大田、株式会社ジェイコム中野、株式会社ジェイコム武蔵野三鷹、株式会社ジェイコム日野、株式会社ジェイコム多摩、株式会社ジェイコム八王子および株式会社ジェイコム足立を吸収合併[50]。
    - 連結子会社の株式会社ジェイコム湘南が、株式会社ジェイコム南横浜を吸収合併[54]。
    - 連結子会社の株式会社ジェイコムさいたまが、株式会社ジェイコム川口戸田および株式会社ジェイコム北関東を吸収合併[54]*** 連結子会社の株式会社ジェイコム千葉が、株式会社ジェイコム市川、株式会社ジェイコム千葉セントラルおよび株式会社ジェイコム東葛葛飾を吸収合併[54] *** 連結子会社の株式会社ジェイコム湘南が、商号を「株式会社ジェイコム湘南・神奈川」に変更[54] *** 連結子会社の株式会社ジェイコムさいたまが、商号を「株式会社ジェイコム埼玉・東日本」に変更[54]。
    - 連結子会社の株式会社ジェイコム千葉が、株式会社ジェイコム市川、株式会社ジェイコム千葉セントラルおよび株式会社ジェイコム東葛葛飾を吸収合併[54] *** 連結子会社の株式会社ジェイコム湘南が、商号を「株式会社ジェイコム湘南・神奈川」に変更[54] *** 連結子会社の株式会社ジェイコムさいたまが、商号を「株式会社ジェイコム埼玉・東日本」に変更[54]。
    - 連結子会社の株式会社ジェイコム湘南が、商号を「株式会社ジェイコム湘南・神奈川」に変更[54] *** 連結子会社の株式会社ジェイコムさいたまが、商号を「株式会社ジェイコム埼玉・東日本」に変更[54]。
    - 連結子会社の株式会社ジェイコムさいたまが、商号を「株式会社ジェイコム埼玉・東日本」に変更[54]。

  - 4月18日 - J:COM 東京北で「J:COM NET 1Gコース」の提供開始[55]。
  - 6月1日 -
    - 連結子会社の株式会社ジェイコムイーストが、相模原・大和局、町田・川崎局、秦野・伊勢原局、かながわセントラル局、横浜テレビ局および小田原局を吸収分割。株式会社ジェイコム湘南・神奈川が継承[54]
    - 連結子会社の株式会社ジェイコムイーストが、群馬局および仙台局を吸収分割。株式会社ジェイコム埼玉・東日本が継承[54]
    - 連結子会社の株式会社ジェイコムイーストが、東関東局を吸収分割。株式会社ジェイコム千葉が継承[54]
    - 連結子会社の株式会社ジェイコム東京が、株式会社ジェイコムイーストを吸収合併[50]。
- 2023年（令和5年）7月1日 - 連結子会社の株式会社ジェイコム千葉が、株式会社千葉ニュータウンセンターから「らーばんねっと」の事業を譲受[56]。

## 出資・運営社局
- 2025年（令和7年）1月1日現在。

### 運営社局
- 株式会社ジェイコム札幌 - 北海道札幌市豊平区月寒東2条18丁目7番20号

| ブランド名 | 局名   | 局所在地   | 局所在地                                 |
| ブランド名 | 局名   | 郵便番号   | 住所                                     |
| ---------- | ------ | ---------- | ---------------------------------------- |
| J:COM 札幌 | 札幌局 | 〒062-8624 | 北海道札幌市豊平区月寒東2条18丁目7番20号 |

- 株式会社ジェイコム東京 - 東京都練馬区桜台1丁目1番6号

| ブランド名         | 局名                       | 局所在地   | 局所在地                                                          |
| ブランド名         | 局名                       | 郵便番号   | 住所                                                              |
| ------------------ | -------------------------- | ---------- | ----------------------------------------------------------------- |
| J:COM 東京         | 東エリア局                 | 〒177-0033 | 東京都練馬区桜台1丁目1番6号                                       |
| J:COM 東京         | 西エリア局                 | 〒184-0002 | 東京都小金井市梶野町4丁目5番1号 タカギビル                        |
| J:COM すみだ・台東 | すみだ・台東局             | 〒131-0034 | 東京都墨田区堤通1丁目19番9号 リバーサイド隅田セントラルタワー 8階 |
| J:COM 板橋・北     | 板橋・北局（板橋オフィス） | 〒174-0056 | 東京都板橋区志村3丁目29番10号                                     |
| J:COM 板橋・北     | 板橋・北局（東京北窓口）   | 〒114-0002 | 東京都北区王子1丁目13番14号 朝日生命王子ビル 5階                  |
| J:COM 港・新宿     | 港・新宿局                 | 〒169-0072 | 東京都新宿区大久保1丁目3番21号 ルーシッドスクエア新宿イースト 5階 |
| J:COM 足立         | 足立局                     | 〒120-8576 | 東京都足立区綾瀬2丁目28番6号 第三山崎ビル                         |
| J:COM 大田         | 大田局                     | 〒144-0051 | 東京都大田区西蒲田7丁目20番5号 第七醍醐ビル                       |
| J:COM 杉並・中野   | 杉並・中野局               | 〒168-0064 | 東京都杉並区永福1丁目44番12号 永福中根ビル 2階                    |
| J:COM 八王子・日野 | 八王子・日野局             | 〒192-0046 | 東京都八王子市明神町4丁目9番8号 京王八王子明神町ビル 7階          |
| J:COM 多摩         | 多摩局                     | 〒190-8539 | 東京都立川市栄町6丁目1番1号 立飛ビル6号館別館                     |
| J:COM 武蔵野・三鷹 | 武蔵野・三鷹局             | 〒181-0013 | 東京都三鷹市下連雀8丁目10番16号 セコムSCセンター                  |
| J:COM 西東京       | 西東京局                   | 〒203-0032 | 東京都東久留米市前沢3丁目10番18号                                 |
| J:COM 調布         | 調布局                     | 〒182-0006 | 東京都調布市西つつじヶ丘1丁目12番3号                              |
| J:COM 世田谷       | 世田谷局                   | 〒156-0052 | 東京都世田谷区経堂5丁目32番8号 マーベラス経堂ビル 1階             |
| J:COM 江戸川       | 江戸川局                   | 〒134-0084 | 東京都江戸川区東葛西6丁目31番7号                                  |

- 株式会社ジェイコム湘南・神奈川 - 神奈川県横浜市中区本町4丁目43番地 A-PLACE馬車道

| ブランド名               | 局名                 | 局所在地   | 局所在地                                                                  |
| ブランド名               | 局名                 | 郵便番号   | 住所                                                                      |
| ------------------------ | -------------------- | ---------- | ------------------------------------------------------------------------- |
| J:COM 湘南・鎌倉         | 湘南・鎌倉局         | 〒251-0041 | 神奈川県藤沢市辻堂神台2丁目2番41号                                        |
| J:COM 横須賀             | 横須賀局             | 〒238-0013 | 神奈川県横須賀市平成町1丁目1番地                                          |
| J:COM 南横浜             | 南横浜局             | 〒233-0002 | 神奈川県横浜市港南区上大岡西1丁目6番1号 ゆめおおおか・オフィスタワー 19階 |
| J:COM 相模原・大和       | 相模原・大和局       | 〒252-5233 | 神奈川県相模原市中央区千代田7丁目6番10号                                  |
| J:COM 町田・川崎         | 町田・川崎局         | 〒215-0004 | 神奈川県川崎市麻生区万福寺1丁目2番2号 新百合21ビル 6階                    |
| J:COM 西湘               | 西湘局               | 〒250-0011 | 神奈川県小田原市栄町1丁目5番17号 F オゾン3ビル 5階                        |
| J:COM かながわセントラル | かながわセントラル局 | 〒242-0017 | 神奈川県大和市大和東1丁目11番5号                                          |
| J:COM 横浜               | 横浜テレビ局         | 〒231-0005 | 神奈川県横浜市中区本町4丁目43番地 A-PLACE馬車道                           |

- 株式会社ジェイコム埼玉・東日本 - 埼玉県さいたま市浦和区常盤10丁目4番1号

| ブランド名         | 局名           | 局所在地   | 局所在地                                               |
| ブランド名         | 局名           | 郵便番号   | 住所                                                   |
| ------------------ | -------------- | ---------- | ------------------------------------------------------ |
| J:COM さいたま     | さいたま南局   | 〒330-0061 | 埼玉県さいたま市浦和区常盤10丁目4番1号                 |
| J:COM さいたま     | さいたま北局   | 〒330-0835 | 埼玉県さいたま市大宮区北袋町1丁目299番地の11           |
| J:COM 所沢         | 所沢局         | 〒359-1114 | 埼玉県所沢市北有楽町1番4号                             |
| J:COM 東上・川越   | 東上・川越局   | 〒354-0015 | 埼玉県富士見市東みずほ台2丁目8番3号 ジェイコム東上ビル |
| J:COM 埼玉県央     | 埼玉県央局     | 〒346-0004 | 埼玉県久喜市南5丁目1番7号                              |
| J:COM 越谷・春日部 | 越谷・春日部局 | 〒343-0845 | 埼玉県越谷市南越谷1丁目17番2号 朝日生命越谷ビル 4階    |
| J:COM 草加         | 草加局         | 〒340-0034 | 埼玉県草加市氷川町2151番地の2                          |
| J:COM 熊谷・深谷   | 熊谷・深谷局   | 〒360-0811 | 埼玉県熊谷市籠原南3丁目188番地                         |
| J:COM 川口・戸田   | 川口・戸田局   | 〒332-0034 | 埼玉県川口市並木1丁目17番12号                          |
| J:COM 群馬         | 群馬局         | 〒370-0043 | 群馬県高崎市高関町374番地                              |
| J:COM 仙台         | 仙台キャベツ局 | 〒981-3135 | 宮城県仙台市泉区八乙女中央2丁目3番20号                 |

- 株式会社ジェイコム千葉 - 千葉県浦安市入船1丁目5番2号　プライムタワー新浦安 17階

| ブランド名           | 局名             | 局所在地   | 局所在地                                                    |
| ブランド名           | 局名             | 郵便番号   | 住所                                                        |
| -------------------- | ---------------- | ---------- | ----------------------------------------------------------- |
| J:COM 市川・浦安     | 市川・浦安局     | 〒272-0023 | 千葉県市川市南八幡4丁目17番8号 Jプロ本八幡ビル              |
| J:COM YY船橋習志野   | YY船橋習志野局   | 〒273-0012 | 千葉県船橋市浜町2丁目1番1号 ららぽーと三井ビルディング 12階 |
| J:COM 木更津         | 木更津局         | 〒292-0805 | 千葉県木更津市大和2丁目7番15号                              |
| J:COM 東葛・葛飾     | 東葛・葛飾局     | 〒270-0034 | 千葉県松戸市新松戸3丁目55番地                               |
| J:COM 千葉セントラル | 千葉セントラル局 | 〒260-0025 | 千葉県千葉市中央区問屋町1番35号 千葉ポートサイドタワー 8階  |
| J:COM 東関東         | 東関東局         | 〒277-0032 | 千葉県柏市名戸ヶ谷900番地の1                                |
| らーばんねっと       | -                | 〒270-1352 | 千葉県印西市大塚1丁目9番地                                  |

- 土浦ケーブルテレビ株式会社 - 茨城県土浦市真鍋1丁目11番12号　延増第一ビル

| ブランド名 | 局名   | 局所在地   | 局所在地                                   |
| ブランド名 | 局名   | 郵便番号   | 住所                                       |
| ---------- | ------ | ---------- | ------------------------------------------ |
| J:COM 茨城 | 茨城局 | 〒300-0051 | 茨城県土浦市真鍋1丁目11番12号 延増第一ビル |

- 横浜ケーブルビジョン株式会社 - 神奈川県横浜市保土ケ谷区神戸町134番地　横浜ビジネスパークウエストタワー 10階

| ブランド名 | 局名        | 局所在地   | 局所在地                                             |
| ブランド名 | 局名        | 郵便番号   | 住所                                                 |
| ---------- | ----------- | ---------- | ---------------------------------------------------- |
| YCV        | -（横浜局） | 〒241-0822 | 神奈川県横浜市旭区さちが丘182番地の3 YCVさちが丘ビル |

- 株式会社ジェイコムウエスト - 大阪府大阪市中央区谷町2丁目3番12号　マルイト谷町ビル

| ブランド名             | 局名               | 局所在地   | 局所在地                                                                       |
| ブランド名             | 局名               | 郵便番号   | 住所                                                                           |
| ---------------------- | ------------------ | ---------- | ------------------------------------------------------------------------------ |
| J:COM 宝塚・川西       | 宝塚・川西局       | 〒665-0827 | 兵庫県宝塚市小浜3丁目53番2号                                                   |
| J:COM かわち           | かわち局           | 〒581-0038 | 大阪府八尾市若林町1丁目87番地 クロスティ八尾南壱番館                           |
| J:COM 和歌山           | 和歌山局           | 〒640-8341 | 和歌山県和歌山市黒田39番地 東不動産黒田ビル 2階                                |
| J:COM りんくう         | りんくう局         | 〒598-0047 | 大阪府泉佐野市りんくう往来北1番地 SiSりんくうタワー 12階                       |
| J:COM 堺               | 堺局               | 〒591-8025 | 大阪府堺市北区長曽根町3074番地の1                                              |
| J:COM 和泉・泉大津     | 和泉・泉大津局     | 〒591-8025 | 大阪府堺市北区長曽根町3074番地の1                                              |
| J:COM 南大阪           | 南大阪局           | 〒591-8025 | 大阪府堺市北区長曽根町3074番地の1                                              |
| J:COM 大阪             | 大阪局             | 〒543-0053 | 大阪府大阪市天王寺区北河堀町1丁目21番地 北河堀ビル 3階                         |
| J:COM 大阪セントラル   | 大阪セントラル局   | 〒540-6591 | 大阪府大阪市中央区大手前1丁目7番31号 OMMビル 14階                              |
| J:COM 北摂             | 北摂局             | 〒562-0024 | 大阪府箕面市粟生新家2丁目2番38号                                               |
| J:COM 京都みやびじょん | 京都みやびじょん局 | 〒600-8216 | 京都府京都市下京区木津屋橋通西洞院東入る東塩小路町606番地 三旺京都駅前ビル 3階 |
| J:COM 北河内           | 北河内局           | 〒571-0030 | 大阪府門真市末広町32番27号                                                     |
| J:COM 神戸・芦屋       | 神戸芦屋局         | 〒658-0015 | 兵庫県神戸市東灘区本山南町8丁目6番26号 東神戸センタービル 9階                  |
| J:COM 神戸・三木       | 神戸三木局         | 〒653-0843 | 兵庫県神戸市長田区御屋敷通3丁目1番56号                                         |
| J:COM 北大阪           | 北大阪局           | 〒560-0083 | 大阪府豊中市新千里西町1丁目2番2号 住友商事千里ビル北館 7階                     |
| J:COM 高槻             | 高槻局             | 〒569-0805 | 大阪府高槻市上田辺町18番地の1 TSKビル 2階                                      |
| J:COM 東大阪           | 東大阪局           | 〒577-0012 | 大阪府東大阪市長田中1丁目4番14号                                               |

- 株式会社ジェイコム九州 - 福岡県福岡市中央区那の津3丁目13番10号　J:COMメディアプラザ

| ブランド名   | 局名     | 局所在地   | 局所在地                                                  |
| ブランド名   | 局名     | 郵便番号   | 住所                                                      |
| ------------ | -------- | ---------- | --------------------------------------------------------- |
| J:COM 福岡   | 福岡局   | 〒810-0071 | 福岡県福岡市中央区那の津3丁目13番10号 J:COMメディアプラザ |
| J:COM 北九州 | 北九州局 | 〒805-0071 | 福岡県北九州市八幡東区東田1丁目6番7号                     |
| J:COM 熊本   | 熊本局   | 〒862-0976 | 熊本県熊本市中央区九品寺5丁目8番2号                       |

- 株式会社ケーブルネット下関 - 山口県下関市椋野町3丁目25番35号

| ブランド名 | 局名   | 局所在地   | 局所在地                        |
| ブランド名 | 局名   | 郵便番号   | 住所                            |
| ---------- | ------ | ---------- | ------------------------------- |
| J:COM 下関 | 下関局 | 〒751-0816 | 山口県下関市椋野町3丁目25番35号 |

- 大分ケーブルテレコム株式会社 - 大分県大分市松が丘3丁目1番12号

| ブランド名 | 局名   | 局所在地   | 局所在地                       |
| ブランド名 | 局名   | 郵便番号   | 住所                           |
| ---------- | ------ | ---------- | ------------------------------ |
| J:COM 大分 | 大分局 | 〒870-1193 | 大分県大分市松が丘3丁目1番12号 |

### 資本参加社局
- ジェイコム大分エンジニアリング株式会社
- 株式会社ビクトリア通信
- 臼杵ケーブルネット株式会社
- 大分県デジタルネットワークセンター株式会社（持分法適用関連会社）
- グリーンシティケーブルテレビ株式会社（20%出資、持分法適用関連会社）
- 株式会社ベイ・コミュニケーションズ（5.85%出資、資本参加）

## 基本サービス
- 2025年（令和7年）1月1日現在。

サービス統一名称
1. J:COM TV（テレビ放送サービス[注 1]）
  1. 双方向機能（STBインターネット接続サービス）
  2. ナビシェル（STB向けご案内画面サービス）
  3. J:COMオンデマンド（VODサービス）
  4. リモート録画予約（番組録画予約）
  5. ジェイコム マガジン（番組ガイド誌）
  6. J:COMチャンネル（第一コミュニティチャンネル）
  7. J:COMテレビ（第二コミュニティチャンネル）
2. J:COM NET（インターネット接続サービス）
  1. ZAQ（インターネットサービスプロバイダ）
  2. J:COM WiMAX 2+（4G（WiMAX）サービス[注 2]）
3. J:COM PHONE（固定電話（直収電話）サービス）
  1. J:COM PHONE プラス（VoIP方式（プライマリ電話）サービス）
4. J:COM 電力（小売電気事業者）
5. J:COM MOBILE（4G（LTE）サービス[注 3]）

付加サービス
- J:COM 緊急地震速報（緊急地震速報）

### J:COM TV
| /          | コース名                                  | 視聴可能チャンネル数 | 備考                     |
| ---------- | ----------------------------------------- | -------------------- | ------------------------ |
| 標準コース | スタンダードプラス                        | 90チャンネル以上     | 標準STB利用料1台分含む。 |
| 標準コース | スタンダード                              | 78チャンネル以上     | 標準STB利用料1台分含む。 |
| 標準コース | コンパクト （新規加入・契約変更受付終了） | 24チャンネル以上     | 標準STB利用料1台分含む。 |

#### 配信可能チャンネル

##### BSデジタル放送
- STB付属リモコン「BS」ボタン押下で視聴可能チャンネル。

| リモコンキー ID | チャンネル 番号 | 放送局        | 備考              |
| --------------- | --------------- | ------------- | ----------------- |
| 1               | 101 102         | NHK BS        |                   |
| 4               | 141 142 143     | BS日テレ      |                   |
| 5               | 151 152 153     | BS朝日        |                   |
| 6               | 161 162 163     | BS-TBS        |                   |
| 7               | 171 172 173     | BSテレ東      |                   |
| 8               | 181 182 183     | BSフジ        |                   |
| 9               | 191             | WOWOWプライム | 3チャンネルセット |
| -               | 192             | WOWOWライブ   | 3チャンネルセット |
| -               | 193             | WOWOWシネマ   | 3チャンネルセット |
| 11              | 211             | BS11 イレブン |                   |

##### BS4Kデジタル放送
- STB付属リモコン「BS4K」ボタン押下で視聴可能チャンネル。

| リモコンキー ID | チャンネル 番号 | 放送局             | 備考 |
| --------------- | --------------- | ------------------ | ---- |
| 1               | 101             | NHK BSプレミアム4K |      |
| 4               | 141             | BS日テレ 4K        |      |
| 5               | 151             | BS朝日 4K          |      |
| 6               | 161             | BS-TBS 4K          |      |
| 7               | 171             | BSテレ東 4K        |      |
| 8               | 181             | BSフジ 4K          |      |

##### 専門チャンネル
- STB付属リモコン「CATV」ボタン押下で視聴可能チャンネル。

コース欄記号
- 『●』『○』は該当コースで視聴可能チャンネル。
- 『▲』『△』は一部局の該当コースで視聴可能チャンネル。
- 『★』『☆』はオプションチャンネル。

| チャンネル 番号 | チャンネル名                                      | 画質または データ放送 | コース                                        | コース                           | 受付停止コース              | 受付停止コース              | 受付停止コース                                                | 受付停止コース                                                | 受付停止コース                                                | 受付停止コース                                  | 受付停止コース                                  | 受付停止コース                                  |
| チャンネル 番号 | チャンネル名                                      | 画質または データ放送 | J:COM・YCV                                    | J:COM・YCV                       | J:COM・YCV                  | J:COM・YCV                  | 旧：JCN （除く、熊本局、東京北局、港・新宿局（旧TCVエリア）） | 旧：JCN （除く、熊本局、東京北局、港・新宿局（旧TCVエリア）） | 旧：JCN （除く、熊本局、東京北局、港・新宿局（旧TCVエリア）） | 旧：JCNみなと新宿 （港・新宿局（旧TCVエリア）） | 旧：JCNみなと新宿 （港・新宿局（旧TCVエリア）） | 旧：JCNみなと新宿 （港・新宿局（旧TCVエリア）） |
| チャンネル 番号 | チャンネル名                                      | 画質または データ放送 | スタンダード プラス （YCVはワイワイDXプラス） | スタンダード （YCVはワイワイDX） | コンパクト                  | コンパクト                  | デジ マックス                                                 | デジ エース                                                   | デジ スタ                                                     | デジタル HDプラス                               | デジタル HD                                     | デジタル HD                                     |
| チャンネル 番号 | チャンネル名                                      | 画質または データ放送 | スタンダード プラス （YCVはワイワイDXプラス） | スタンダード （YCVはワイワイDX） | コンパクト                  | コンパクト                  | スマート マックス                                             | デジ エース                                                   | デジ スタ                                                     | スマート マックスS                              | デジタル HD                                     | デジタル HD                                     |
| --------------- | ------------------------------------------------- | --------------------- | --------------------------------------------- | -------------------------------- | --------------------------- | --------------------------- | ------------------------------------------------------------- | ------------------------------------------------------------- | ------------------------------------------------------------- | ----------------------------------------------- | ----------------------------------------------- | ----------------------------------------------- |
| 001〜099        | 局独自追加チャンネル                              | SD/HD                 | ▲                                             | ▲                                | △                           | △                           | △                                                             | △                                                             | △                                                             | △                                               | △                                               | △                                               |
| 194             | BS10                                              | HD                    | ●                                             | ●                                | ○                           | ○                           | ○                                                             | ○                                                             | ○                                                             | ○                                               | ○                                               | ○                                               |
| 195             | BS10スターチャンネル                              | HD                    | ★                                             | ★                                | ★                           | ★                           | ☆                                                             | ☆                                                             | ☆                                                             | ☆                                               | ☆                                               | ☆                                               |
| 198             | BS10スターチャンネルD                             | データ                | ●                                             | ●                                | ○                           | ○                           | ○                                                             | ○                                                             | ○                                                             | ○                                               | ○                                               | ○                                               |
| 200             | ショップチャンネル                                | HD                    | ●                                             | ●                                | ○                           | ○                           | ○                                                             | ○                                                             | ○                                                             | ○                                               | ○                                               | ○                                               |
| 201             | QVC（キューヴィーシー）                           | HD                    | ●                                             | ●                                | ○                           | ○                           | ○                                                             | ○                                                             | ○                                                             | ○                                               | ○                                               | ○                                               |
| 202             | ジュエリー☆GSTV                                   | HD                    | ●                                             | ●                                | ○                           | ○                           | ○                                                             | ○                                                             | ○                                                             | ○                                               | ○                                               | ○                                               |
| 204             | ショップチャンネル プラス                         | HD                    | ●                                             | ●                                | ○                           | ○                           | ○                                                             | ○                                                             | ○                                                             | ○                                               | ○                                               | ○                                               |
| 222             | BS12 トゥエルビ                                   | HD                    | ●                                             | ●                                | ○                           | ○                           | ○                                                             | ○                                                             | ○                                                             | ○                                               | ○                                               | ○                                               |
| 260             | J:COM BS                                          | HD                    | ●                                             | ●                                | ○                           | ○                           | ○                                                             | ○                                                             | ○                                                             | ○                                               | ○                                               | ○                                               |
| 265             | BSよしもと                                        | HD                    | ●                                             | ●                                | ○                           | ○                           | ○                                                             | ○                                                             | ○                                                             | ○                                               | ○                                               | ○                                               |
| 285             | ご案内チャンネル                                  | データ                | ●                                             | ●                                | ○                           | ○                           | -                                                             | -                                                             | -                                                             | -                                               | -                                               | -                                               |
| 290             | オンデマンドチャンネル290                         | データ                | ●                                             | ●                                | ○                           | ○                           | -                                                             | -                                                             | -                                                             | -                                               | -                                               | -                                               |
| 299             | J:COMプレミアチャンネル                           | HD                    | ●                                             | ●                                | -                           | -                           | -                                                             | -                                                             | -                                                             | -                                               | -                                               | -                                               |
| 300             | TBS NEWS                                          | HD                    | ●                                             | ●                                | ○                           | ○                           | ○                                                             | ○                                                             | ○                                                             | ○                                               | ○                                               | ○                                               |
| 301             | 中国テレビ★大富チャンネル                         | SD                    | ●                                             | -                                | -                           | -                           | -                                                             | -                                                             | -                                                             | -                                               | -                                               | -                                               |
| 302             | CNNj                                              | HD                    | ●                                             | ●                                | ○                           | ○                           | ○                                                             | ○                                                             | ○                                                             | ○                                               | ○                                               | ○                                               |
| 303             | 日経CNBC                                          | HD                    | ●                                             | ●                                | ○                           | ○                           | ○                                                             | ○                                                             | ○                                                             | ○                                               | ○                                               | ○                                               |
| 304             | CNN/US                                            | SD                    | ●                                             | ★                                | ★                           | ★                           | -                                                             | -                                                             | -                                                             | -                                               | -                                               | -                                               |
| 305             | 日テレNEWS24                                      | HD                    | ●                                             | ●                                | -                           | -                           | -                                                             | -                                                             | -                                                             | ○                                               | ○                                               | ○                                               |
| 306             | BBCニュース                                       | SD                    | ●                                             | -                                | -                           | -                           | ○                                                             | -                                                             | -                                                             | ○                                               | ○                                               | ○                                               |
| 307             | NHKワールド JAPAN                                 | HD                    | ●                                             | ●                                | ○                           | ○                           | -                                                             | -                                                             | -                                                             | -                                               | -                                               | -                                               |
| 350             | 音楽・ライブ! スペースシャワーTV                  | HD                    | ●                                             | ●                                | ○                           | ○                           | ○                                                             | ○                                                             | ○                                                             | ○                                               | ○                                               | ○                                               |
| 352             | MTV                                               | HD                    | ●                                             | ●                                | ○                           | ○                           | ○                                                             | ○                                                             | ○                                                             | ○                                               | ○                                               | ○                                               |
| 354             | 歌謡ポップスチャンネル                            | HD                    | ●                                             | ●                                | -                           | -                           | ○                                                             | -                                                             | -                                                             | ○                                               | -                                               | -                                               |
| 355             | ミュージック・エア                                | HD                    | ●                                             | -                                | -                           | -                           | -                                                             | -                                                             | -                                                             | -                                               | -                                               | -                                               |
| 357             | MUSIC ON! TV（エムオン!）                         | HD                    | -                                             | -                                | -                           | -                           | -                                                             | -                                                             | -                                                             | -                                               | -                                               | -                                               |
| 400             | スカイA                                           | HD                    | ●                                             | ●                                | ○                           | ○                           | ○                                                             | ○                                                             | -                                                             | ○                                               | ○                                               | ○                                               |
| 401             | FIGHTING TV サムライ                              | HD                    | ★                                             | ★                                | ★                           | ★                           | ☆                                                             | ☆                                                             | ☆                                                             | ☆                                               | ☆                                               | ☆                                               |
| 402             | GAORA SPORTS                                      | HD                    | ●                                             | ●                                | ○                           | ○                           | ○                                                             | ○                                                             | ○                                                             | ○                                               | ○                                               | ○                                               |
| 403             | ゴルフネットワーク                                | HD                    | ●                                             | ●                                | ○                           | ○                           | ○                                                             | ○                                                             | ○                                                             | ○                                               | ○                                               | ○                                               |
| 404             | 日テレジータス                                    | HD                    | ●                                             | ●                                | ○                           | ○                           | ○                                                             | ○                                                             | ○                                                             | ○                                               | ○                                               | ○                                               |
| 405             | J SPORTS 1                                        | HD                    | ●                                             | ●                                | ○                           | ○                           | ○                                                             | ○                                                             | ○                                                             | ○                                               | ○                                               | ○                                               |
| 406             | J SPORTS 2                                        | HD                    | ●                                             | ●                                | ○                           | ○                           | ○                                                             | ○                                                             | ○                                                             | ○                                               | ○                                               | ○                                               |
| 407             | J SPORTS 3                                        | HD                    | ●                                             | ●                                | ○                           | ○                           | ○                                                             | ○                                                             | ○                                                             | ○                                               | ○                                               | ○                                               |
| 408             | J SPORTS 4                                        | HD                    | ★                                             | ★                                | ★                           | ★                           | ☆                                                             | ☆                                                             | ☆                                                             | ☆                                               | ☆                                               | ☆                                               |
| 410             | スポーツライブ+                                   | HD                    | ●                                             | ●                                | ○                           | ○                           | -                                                             | -                                                             | -                                                             | -                                               | -                                               | -                                               |
| 420             | satonoka 4K                                       | 4K                    | ●                                             | ●                                | -                           | -                           | -                                                             | -                                                             | -                                                             | -                                               | -                                               | -                                               |
| 430             | ショップチャンネル 4K                             | 4K                    | ●                                             | ●                                | -                           | -                           | -                                                             | -                                                             | -                                                             | -                                               | -                                               | -                                               |
| 431             | 4K QVC                                            | 4K                    | ●                                             | ●                                | -                           | -                           | -                                                             | -                                                             | -                                                             | -                                               | -                                               | -                                               |
| 436             | 日本映画＋時代劇 4K                               | 4K                    | ●                                             | ●                                | -                           | -                           | -                                                             | -                                                             | -                                                             | -                                               | -                                               | -                                               |
| 440             | オンデマンドチャンネル440                         | データ                | ●                                             | ●                                | ○                           | ○                           | -                                                             | -                                                             | -                                                             | -                                               | -                                               | -                                               |
| 450             | ムービープラス                                    | HD                    | ●                                             | ●                                | ○                           | ○                           | ○                                                             | ○                                                             | -                                                             | ○                                               | ○                                               | ○                                               |
| 451             | WOWOWプラス 映画・ドラマ・スポーツ・音楽          | HD                    | ●                                             | ●                                | -                           | -                           | -                                                             | -                                                             | -                                                             | ○                                               | -                                               | -                                               |
| 452             | ザ・シネマ                                        | HD                    | ●                                             | ●                                | -                           | -                           | ○                                                             | -                                                             | -                                                             | -                                               | -                                               | -                                               |
| 500             | 映画・チャンネルNECO                              | HD                    | ●                                             | ●                                | ○                           | ○                           | ○                                                             | ○                                                             | ○                                                             | ○                                               | ○                                               | ○                                               |
| 501             | 日本映画専門チャンネル                            | HD                    | ●                                             | ●                                | ○                           | ○                           | ○                                                             | ○                                                             | ○                                                             | ○                                               | ○                                               | ○                                               |
| 502             | 時代劇専門チャンネル                              | HD                    | ●                                             | ●                                | ○                           | ○                           | ○                                                             | ○                                                             | ○                                                             | ○                                               | ○                                               | ○                                               |
| 503             | 東映チャンネル                                    | HD                    | ★                                             | ★                                | ★                           | ★                           | ☆                                                             | ☆                                                             | ☆                                                             | ☆                                               | ☆                                               | ☆                                               |
| 504             | 衛星劇場                                          | HD                    | ★                                             | ★                                | ★                           | ★                           | ☆                                                             | ☆                                                             | ☆                                                             | ☆                                               | ☆                                               | ☆                                               |
| 505             | V☆パラダイス                                      | HD                    | ●                                             | ●                                | △ （関西エリアのみ）        | △ （関西エリアのみ）        | ○                                                             | -                                                             | -                                                             | ☆                                               | ☆                                               | ☆                                               |
| 551             | Dlife                                             | HD                    | ●                                             | ●                                | ○                           | ○                           | ○                                                             | ○                                                             | ○                                                             | ○                                               | ○                                               | ○                                               |
| 552             | アジアドラマチックTV（アジドラ）                  | HD                    | ●                                             | ●                                | -                           | -                           | ○                                                             | ○                                                             | -                                                             | ○                                               | ○                                               | ○                                               |
| 553             | チャンネル銀河 歴史ドラマ・サスペンス・日本のうた | HD                    | ●                                             | ●                                | ○                           | ○                           | ○                                                             | ○                                                             | -                                                             | -                                               | -                                               | -                                               |
| 554             | TBSチャンネル1 最新ドラマ・音楽・映画             | HD                    | ●                                             | ●                                | ○                           | ○                           | ○                                                             | ○                                                             | ○                                                             | ☆                                               | ☆                                               | ☆                                               |
| 555             | ホームドラマチャンネル 韓流・時代劇・国内ドラマ   | HD                    | ●                                             | ●                                | -                           | -                           | ☆                                                             | ☆                                                             | ☆                                                             | ○                                               | ○                                               | ○                                               |
| 556             | TBSチャンネル2 名作ドラマ・スポーツ・アニメ       | HD                    | ●                                             | ●                                | -                           | -                           | -                                                             | -                                                             | -                                                             | -                                               | -                                               | -                                               |
| 557             | 女性チャンネル♪LaLa TV                            | HD                    | ●                                             | ●                                | ○                           | ○                           | ○                                                             | ○                                                             | ○                                                             | ○                                               | ○                                               | ○                                               |
| 558             | ファミリー劇場                                    | HD                    | ●                                             | ●                                | ○                           | ○                           | ○                                                             | ○                                                             | ○                                                             | ○                                               | ○                                               | ○                                               |
| 559             | アクションチャンネル                              | HD                    | ●                                             | ●                                | ○                           | ○                           | ○                                                             | ○                                                             | ○                                                             | ○                                               | ○                                               | ○                                               |
| 560             | ミステリーチャンネル                              | HD                    | ●                                             | ●                                | ○                           | ○                           | ○                                                             | ○                                                             | ○                                                             | ○                                               | ○                                               | ○                                               |
| 561             | スーパー!ドラマTV #海外ドラマ☆エンタメ            | HD                    | -                                             | -                                | -                           | -                           | -                                                             | -                                                             | -                                                             | -                                               | -                                               | -                                               |
| 600             | アニマックス                                      | HD                    | ●                                             | ●                                | ○                           | ○                           | ○                                                             | ○                                                             | ○                                                             | ○                                               | ○                                               | ○                                               |
| 601             | キッズステーション テレビアニメ・劇場版・OVA      | HD                    | ●                                             | ●                                | ○                           | ○                           | ○                                                             | ○                                                             | ○                                                             | ○                                               | ○                                               | ○                                               |
| 602             | カートゥーン ネットワーク 海外アニメ国内アニメ    | HD                    | ●                                             | ●                                | ○                           | ○                           | ○                                                             | ○                                                             | ○                                                             | ○                                               | ○                                               | ○                                               |
| 603             | ディズニー・チャンネル                            | HD                    | ●                                             | ●                                | ○                           | ○                           | ○                                                             | ○                                                             | -                                                             | -                                               | -                                               | -                                               |
| 605             | アニメシアターX（AT-X）                           | HD                    | ★                                             | ★                                | ★                           | ★                           | ☆                                                             | ☆                                                             | ☆                                                             | ☆                                               | ☆                                               | ☆                                               |
| 607             | ディズニージュニア                                | HD                    | ●                                             | ●                                | ○                           | ○                           | -                                                             | -                                                             | -                                                             | -                                               | -                                               | -                                               |
| 650             | ヒストリーチャンネル 日本・世界の歴史&エンタメ    | HD                    | ●                                             | ●                                | ○                           | ○                           | ○                                                             | -                                                             | -                                                             | ○                                               | ○                                               | ○                                               |
| 651             | ナショナル ジオグラフィック                       | HD                    | ●                                             | ●                                | ○                           | ○                           | ○                                                             | ○                                                             | -                                                             | ○                                               | ○                                               | ○                                               |
| 652             | ディスカバリーチャンネル                          | HD                    | ●                                             | ●                                | ○                           | ○                           | ○                                                             | ○                                                             | ○                                                             | ○                                               | ○                                               | ○                                               |
| 653             | アニマルプラネット                                | HD                    | ●                                             | ●                                | ○                           | ○                           | ○                                                             | ○                                                             | ○                                                             | ○                                               | ○                                               | ○                                               |
| 700             | 囲碁・将棋チャンネル                              | HD                    | ●                                             | ●                                | ○                           | ○                           | ○                                                             | -                                                             | -                                                             | ○                                               | ○                                               | ○                                               |
| 702             | 釣りビジョン                                      | HD                    | ●                                             | ●                                | ○                           | ○                           | ○                                                             | -                                                             | -                                                             | ○                                               | ○                                               | ○                                               |
| 751             | MONDO TV                                          | HD                    | ●                                             | ●                                | -                           | -                           | ○                                                             | -                                                             | -                                                             | ○                                               | ○                                               | ○                                               |
| 752             | フジテレビNEXT ライブ・プレミアム                 | HD                    | ★                                             | ★                                | ★                           | ★                           | ☆                                                             | ☆                                                             | ☆                                                             | ☆                                               | ☆                                               | ☆                                               |
| 753             | フジテレビONE スポーツ・バラエティ                | HD                    | ●                                             | ●                                | -                           | ★                           | ○                                                             | ○                                                             | -                                                             | ○                                               | -                                               | ☆                                               |
| 754             | フジテレビTWO ドラマ・アニメ                      | HD                    | ●                                             | ●                                | -                           | ★                           | ○                                                             | ○                                                             | -                                                             | ○                                               | -                                               | ☆                                               |
| 755             | テレ朝チャンネル1                                 | HD                    | ●                                             | ●                                | -                           | -                           | -                                                             | -                                                             | -                                                             | ○                                               | ○                                               | ○                                               |
| 756             | KBS World                                         | HD                    | ●                                             | ●                                | ○                           | ○                           | ○                                                             | -                                                             | -                                                             | ○                                               | -                                               | -                                               |
| 757             | 日テレプラス ドラマ・アニメ・音楽ライブ           | HD                    | ●                                             | ●                                | ○                           | ○                           | -                                                             | -                                                             | -                                                             | ○                                               | ○                                               | ○                                               |
| 758             | テレ朝チャンネル2                                 | HD                    | ●                                             | ●                                | -                           | -                           | -                                                             | -                                                             | ○                                                             | ○                                               | ○                                               | ○                                               |
| 759             | Mnet                                              | HD                    | ★                                             | ★                                | ★                           | ★                           | ☆                                                             | ☆                                                             | ☆                                                             | ☆                                               | ☆                                               | ☆                                               |
| 760             | TAKARAZUKA SKY STAGE                              | HD                    | ★                                             | ★                                | ★                           | ★                           | ☆                                                             | ☆                                                             | ☆                                                             | ☆                                               | ☆                                               | ☆                                               |
| 761             | KNTV                                              | HD                    | ★                                             | ★                                | ★                           | ★                           | ☆                                                             | ☆                                                             | ☆                                                             | -                                               | -                                               | -                                               |
| 763             | パチンコ★パチスロTV!                              | HD                    | ★                                             | ★                                | ★                           | ★                           | ☆                                                             | ☆                                                             | ☆                                                             | -                                               | -                                               | -                                               |
| 764             | 旅チャンネル                                      | HD                    | ●                                             | -                                | -                           | -                           | ○                                                             | ○                                                             | ○                                                             | ○                                               | -                                               | -                                               |
| 766             | エンタメ〜テレ☆シネドラバラエティ                 | HD                    | ●                                             | -                                | -                           | -                           | -                                                             | -                                                             | -                                                             | -                                               | -                                               | -                                               |
| 767             | フランス国際放送TV5MONDE                          | HD                    | ●                                             | -                                | -                           | -                           | -                                                             | -                                                             | -                                                             | -                                               | -                                               | -                                               |
| 768             | ダンスチャンネル by エンタメ～テレ                | HD                    | ●                                             | -                                | -                           | -                           | -                                                             | -                                                             | -                                                             | -                                               | -                                               | -                                               |
| 770             | 寄席チャンネル                                    | HD                    | ●                                             | -                                | -                           | -                           | -                                                             | -                                                             | -                                                             | -                                               | -                                               | -                                               |
| 920             | グリーンチャンネル                                | HD                    | ★                                             | ★                                | ★                           | ★                           | ☆                                                             | ☆                                                             | ☆                                                             | ☆                                               | ☆                                               | ☆                                               |
| 921             | グリーンチャンネル2                               | HD                    | ★                                             | ★                                | ★                           | ★                           | ☆                                                             | ☆                                                             | ☆                                                             | ☆                                               | ☆                                               | ☆                                               |
| 922             | レジャーチャンネル                                | HD                    | ★                                             | ★                                | ★                           | ★                           | ☆                                                             | ☆                                                             | ☆                                                             | ☆                                               | ☆                                               | ☆                                               |
| 923             | SPEEDチャンネル                                   | HD                    | ★                                             | ★                                | ★                           | ★                           | ☆                                                             | ☆                                                             | ☆                                                             | ☆                                               | ☆                                               | ☆                                               |
| 940             | PPVチョイス940（アダルト、エロスシネマ）          | SD                    | PPV （旧・JCNエリアを除く）                   | PPV （旧・JCNエリアを除く）      | PPV （旧・JCNエリアを除く） | PPV （旧・JCNエリアを除く） | -                                                             | -                                                             | -                                                             | -                                               | -                                               | -                                               |
| 941             | PPVチョイス941（アダルト、エロスシネマ）          | SD                    | PPV （旧・JCNエリアを除く）                   | PPV （旧・JCNエリアを除く）      | PPV （旧・JCNエリアを除く） | PPV （旧・JCNエリアを除く） | -                                                             | -                                                             | -                                                             | -                                               | -                                               | -                                               |
| 943             | プレイボーイ チャンネル                           | SD                    | ★                                             | ★                                | ★                           | ★                           | ☆                                                             | ☆                                                             | ☆                                                             | ☆                                               | ☆                                               | ☆                                               |
| 944             | レッドチェリー                                    | SD                    | ★                                             | ★                                | ★                           | ★                           | ☆                                                             | ☆                                                             | ☆                                                             | ☆                                               | ☆                                               | ☆                                               |
| 945             | ミッドナイト・ブルー                              | SD                    | ★                                             | ★                                | ★                           | ★                           | ☆                                                             | ☆                                                             | ☆                                                             | ☆                                               | ☆                                               | ☆                                               |
| 946             | レインボーチャンネル                              | SD                    | ★ （関西エリアのみ）                          | ★ （関西エリアのみ）             | ★ （関西エリアのみ）        | ★ （関西エリアのみ）        | ☆                                                             | ☆                                                             | ☆                                                             | ☆                                               | ☆                                               | ☆                                               |
| 947             | チェリーボム                                      | SD                    | ★ （関西エリアのみ）                          | ★ （関西エリアのみ）             | ★ （関西エリアのみ）        | ★ （関西エリアのみ）        | ☆                                                             | ☆                                                             | ☆                                                             | ☆                                               | ☆                                               | ☆                                               |
| 948             | パラダイステレビ                                  | SD                    | -                                             | -                                | -                           | -                           | ☆                                                             | ☆                                                             | ☆                                                             | ☆                                               | ☆                                               | ☆                                               |

##### 放送を終了したチャンネル
- チャンネル番号・名称はいずれもチャンネル放送終了時点のもの。

| チャンネル番号 | チャンネル名                            | 備考 |
| -------------- | --------------------------------------- | --- |
| 203            | ジャパネットチャンネル DX               | 閉局のため。事実上の後継であるBSJapanext（BS263CH）は、諸般の事情によりJ:COMでの再配信はBS10（BS200CH）としてリニューアルするまでなし。。                               |
| 238            | FOX bs238                               | 運営元改編による同チャンネル閉局（CS・ディズニー系チャンネルに集約）のため。                                                                                            |
| 258            | Dlife                                   | 閉局のため。 |
| 280            | プロモチャンネル                        | 2018年10月末放送終了。 J:COMオンデマンドの新着作品情報や、各セットトップボックス機種毎のリモコン操作方法などを映像で放送していた。                                      |
| 351            | MUSIC ON! TV（エムオン!）               | 2023年9月末で放送打ち切り。 |
| 353            | クラシカ・ジャパン                      | オプションチャンネル。 閉局のため。 |
| 356            | 100%ヒッツ!スペースシャワーTV プラス    | 閉局のため。 |
| 409            | FOXスポーツ&エンターテイメント          | 閉局のため。 |
| 421            | J SPORTS 1（4K）                        | 閉局のため。 |
| 422            | J SPORTS 2（4K）                        | 閉局のため。 |
| 423            | J SPORTS 3（4K）                        | 閉局のため。 |
| 424            | J SPORTS 4（4K）                        | 閉局のため。 |
| 453            | FOXムービー                             | 閉局のため。 |
| 550            | スーパー!ドラマTV #海外ドラマ☆エンタメ  | 2023年9月末で放送打ち切り。 |
| 552            | FOXクラシック 名作ドラマ                | 2018年6月末で放送打ち切り。 |
| 553            | FOXライフ                               | 閉局のため。 |
| 556            | ユニバーサルチャンネル                  | 閉局のため。 |
| 604            | ディズニーXD                            | 閉局のため。 |
| 606            | FOXベイビー                             | 閉局のため。 |
| 701            | アクトオンTV◆大人の趣味とライフスタイル | 閉局のため。 |
| 703            | 放送大学テレビ                          | 配信供給元であるCSのスカパー!プレミアムサービス/i-HITSでのサービス終了（同大学の方針により配信をBSに統一させた）のため。 副音声でFMラジオのサイマル放送を実施していた。 |
| 758            | FOODIES TV                              | 閉局のため。 |
| 762            | DATV                                    | オプションチャンネル。 閉局のため。 |
| 769            | Kawaiian TV                             | 閉局のため。 スタンダードプラスコースのみ視聴可であった。 |
| 930            | パーフェクト チョイス プレミア          | |
| 940            | パーフェクト チョイス 115               | PPV 現在は「PPVチョイス」としてJ:COM独自の編成で放送継続中 |
| 941            | パーフェクト チョイス 110               | PPV 現在は「PPVチョイス」としてJ:COM独自の編成で放送継続中 |
| 942            | パーフェクト チョイス 111               | PPV |

### J:COM NET
| コース名                                  | 最大速度 | 最大速度 | 備考 |
| コース名                                  | 下り     | 上り     | 備考 |
| ----------------------------------------- | -------- | -------- | --- |
| 光10Gコース                               | 10 Gbps  | 10 Gbps  | auひかりまたはJ:COMの光回線（地域により異なる）による戸建て向けサービス（FTTH）。 一部エリアのみ提供。Wi-Fi機能付きホームゲートウェイ利用料1台分含む。 |
| 光5Gコース                                | 5 Gbps   | 5 Gbps   | auひかりまたはJ:COMの光回線（地域により異なる）による戸建て向けサービス（FTTH）。 一部エリアのみ提供。Wi-Fi機能付きホームゲートウェイ利用料1台分含む。 |
| 光1Gコース                                | 1 Gbps   | 1 Gbps   | auひかりまたはJ:COMの光回線（地域により異なる）による戸建て向けサービス（FTTH）。 一部エリアのみ提供。Wi-Fi機能付きホームゲートウェイ利用料1台分含む。 |
| 1Gコース                                  | 1 Gbps   | 100 Mbps | J:COMのケーブルテレビ回線によるサービス（HFC）。 一部エリアのみ提供。 Wi-Fi機能付きケーブルモデム利用料1台分含む。                                     |
| 320Mコース                                | 320 Mbps | 10 Mbps  | J:COMのケーブルテレビ回線によるサービス（HFC）。 大分局を除き提供。 Wi-Fi機能なしケーブルモデム利用料1台分含む。                                       |
| 120Mコース （新規加入・契約変更受付終了） | 120 Mbps | 10 Mbps  | J:COMのケーブルテレビ回線によるサービス（HFC）。 大分局を除き提供。 Wi-Fi機能なしケーブルモデム利用料1台分含む。                                       |
| 40Mコース （新規加入・契約変更受付終了）  | 40 Mbps  | 2 Mbps   | J:COMのケーブルテレビ回線によるサービス（HFC）。 大分局を除き提供。 Wi-Fi機能なしケーブルモデム利用料1台分含む。                                       |
| 12Mコース （新規加入・契約変更受付終了）  | 12 Mbps  | 2 Mbps   | J:COMのケーブルテレビ回線によるサービス（HFC）。 大分局を除き提供。 Wi-Fi機能なしケーブルモデム利用料1台分含む。                                       |